# 워락 (1959년 영화)
《워락》(Warlock)은 미국에서 제작된 에드워드 드미트릭 감독의 1959년 영화이다. 리차드 위드마크 등이 주연으로 출연하였고 에드워드 드미트릭 등이 제작에 참여하였다.

## 출연

### 주연
- 리차드 위드마크
- 헨리 폰다

### 조연
- 앤서니 퀸
- 도로시 말론
- 돌로레스 마이클스
- 월리스 포드
- 톰 드레이크

## 기타
- 의상: 찰스 르 마리